# Michele Pannonio

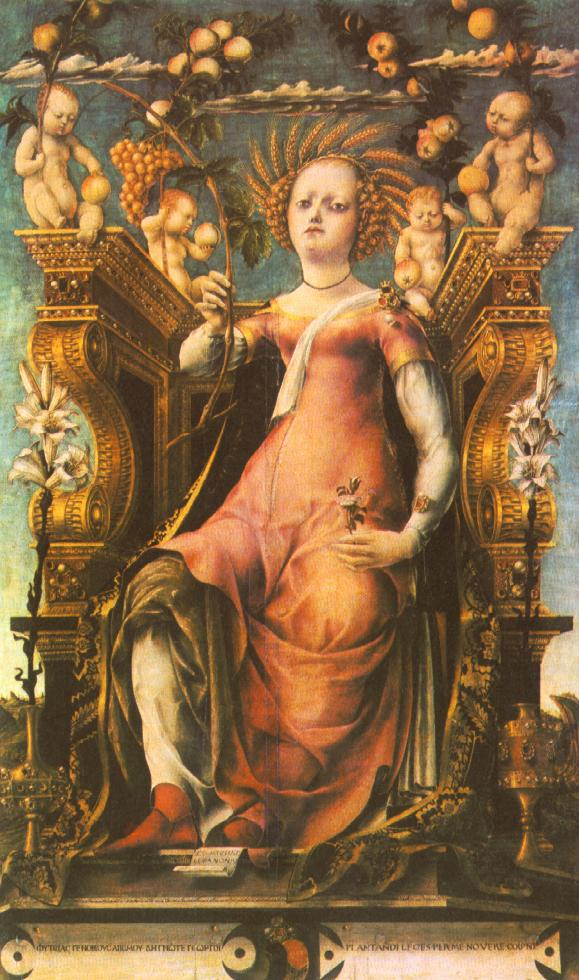
Cerera tronująca, około 1450–1460 olej na desce 136,5 x 82 cm, Muzeum Sztuk Pięknych w Budapeszcie

Michele di Nicolo Pannonio (ur. około 1400 roku na Węgrzech, zm. przed 28 lipca 1464 roku we Włoszech) – węgierski malarz wczesnego renesansu działający we Włoszech.

## Życiorys
Niewiele wiadomo o jego życiu. Najprawdopodobniej pochodził z zachodniej części Węgier. W
1415 roku pojawił się w Ferrarze na dworze rodu D’Este, działał jako pomocnik w warsztacie Gentile da Fabriano, w tym pracując przy wystroju kaplicy Strozzich w kościele Santa Trinita we Florencji. W archiwach wzmiankowany był wówczas jako Michel da Ungaria. Następnie był jednym z nadwornych malarzy księcia Leonello d’Este. Między 1427 a 1464 pojawia się w rejestrach dworu w Ferrarze.
Był jednym z twórców szkoły ferraryjskiej w malarstwie. Do dzisiaj zachowało się zaledwie kilka jego prac, z których najbardziej znaną jest Cerera tronująca zamówiona przez księcia Borsa d’Este do zamku Belfiore, obecnie własność Muzeum Sztuk Pięknych w Budapeszcie.

## Dzieła

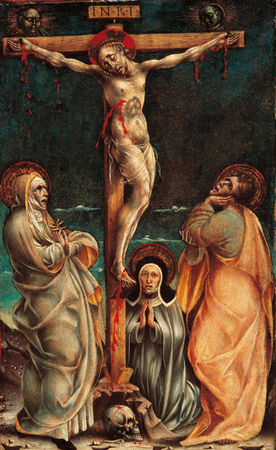
Ukrzyżowanie -  około 1450-1455 olej na desce 40×25cm Palazzo dei Diamanti, Ferrara
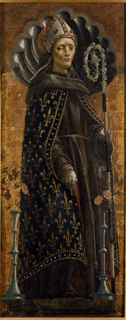
Św. Ludwik z Tuluzy –  około 1450-145 olej na desce 116×46cm Pinacoteca Nacionale di Ferrara, Ferrara
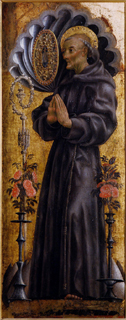
Św. Bernard z Sieny –  około 1450-1455 olej na desce 116×46cm Pinacoteca Nacionale di Ferrara, Ferrara